# Finlandia na Zimowych Igrzyskach Olimpijskich 1984
Finlandię na Zimowych Igrzyskach Olimpijskich 1984 reprezentowało 45 zawodników: 40 mężczyzn i pięć kobiet. Był to czternasty start reprezentacji Finlandii na zimowych igrzyskach olimpijskich.

## Zdobyte medale
| Medal  | Zawodnik                                                                 | Dyscyplina                                                   | Konkurencja                 | Rezultat    |
| ------ | ------------------------------------------------------------------------ | ------------------------------------------------------------ | --------------------------- | ----------- |
| Złoto  | Marja-Liisa Hämäläinen                                                   | Biegi narciarskie                                            | Bieg na 5 km kobiet         | 17:04,0 min |
| Złoto  | Marja-Liisa Hämäläinen                                                   | Biegi narciarskie                                            | Bieg na 10 km kobiet        | 31:44,2 min |
| Złoto  | Marja-Liisa Hämäläinen                                                   | Biegi narciarskie                                            | Bieg na 20 km kobiet        | 1:01:45,0 h |
| Złoto  | Matti Nykänen                                                            | Skoki narciarskie                                            | Skocznia K-120              | 231,2 pkt   |
| Srebro | Aki Karvonen                                                             | Biegi narciarskie                                            | Bieg na 15 km mężczyzn      | 41:34,9 min |
| Srebro | Jouko Karjalainen                                                        | Kombinacja norweska na Zimowych Igrzyskach Olimpijskich 1984 | Indywidualnie               | 416,900 pkt |
| Srebro | Matti Nykänen                                                            | Skoki narciarskie                                            | Skocznia K-90               | 214,0 pkt   |
| Brąz   | Harri Kirvesniemi                                                        | Biegi narciarskie                                            | Bieg na 15 km mężczyzn      | 41:45,6 min |
| Brąz   | Aki Karvonen                                                             | Biegi narciarskie                                            | Bieg na 50 km mężczyzn      |             |
| Brąz   | Kari Ristanen, Juha Mieto, Harri Kirvesniemi, Aki Karvonen               | Biegi narciarskie                                            | Sztafeta 4 x 10 km mężczyzn | 1:56:31,4 h |
| Brąz   | Pirkko Määttä, Eija Hyytiäinen, Marjo Matikainen, Marja-Liisa Hämäläinen | Biegi narciarskie                                            | Sztafeta 4 x 5 km kobiet    | 1:07:36,7 h |
| Brąz   | Jukka Ylipulli                                                           | Kombinacja norweska                                          | Indywidualnie               | 410,825 pkt |
| Srebro | Jari Puikkonen                                                           | Skoki narciarskie                                            | Skocznia K-90               | 212,8 pkt   |

## Skład kadry

### Biathlon
Mężczyźni
| Zawodnik                                                       | Konkurencja         | czas biegu | Kary | Łączny czas | Pozycja |
| -------------------------------------------------------------- | ------------------- | ---------- | ---- | ----------- | ------- |
| Tapio Piipponen                                                | Bieg na 20 km       | 1:12:38,4  | 6:00 | 1:18:38,4   | 12.     |
| Arto Jääskeläinen                                              | Bieg na 20 km       | 1:14:23,3  | 5:00 | 1:19:23,3   | 16.     |
| Keijo Tiitola                                                  | Bieg na 20 km       | 1:14:32,8  | 5:00 | 1:19:32,8   | 18.     |
| Toivo Mäkikyrö                                                 | Bieg na 10 km       | 32:22,5    | 2    | 32:22,5     | 12.     |
| Tapio Piipponen                                                | Bieg na 10 km       | 32:28,7    | 1    | 32:28,7     | 13.     |
| Risto Punkka                                                   | Bieg na 10 km       | 34:28,5    | 4    | 34:28,5     | 34.     |
| Keijo Tiitola Toivo Mäkikyrö Arto Jääskeläinen Tapio Piipponen | Sztafeta 4 × 7,5 km | 1:43:57,6  | 2    | 1:43:57,6   | 7.      |

### Biegi narciarskie
Mężczyźni
| Zawodnik                                                | Konkurencja        | czas      | Pozycja |
| ------------------------------------------------------- | ------------------ | --------- | ------- |
| Aki Karvonen                                            | Bieg na 15 km      | 41:34,9   | srebro  |
| Harri Kirvesniemi                                       | Bieg na 15 km      | 41:45,6   | brąz    |
| Juha Mieto                                              | Bieg na 15 km      | 42:05,8   | 4.      |
| Kari Härkönen                                           | Bieg na 15 km      | 42:49,3   | 13.     |
| Aki Karvonen                                            | Bieg na 30 km      | 1:30:59,7 | 5.      |
| Harri Kirvesniemi                                       | Bieg na 30 km      | 1:31:37,4 | 7.      |
| Juha Mieto                                              | Bieg na 30 km      | 1:31:48,3 | 8.      |
| Kari Ristanen                                           | Bieg na 30 km      | 1:33:02,6 | 17.     |
| Aki Karvonen                                            | Bieg na 50 km      | 2:17:04,7 | brąz    |
| Harri Kirvesniemi                                       | Bieg na 50 km      | 2:18:34,1 | 4.      |
| Juha Mieto                                              | Bieg na 50 km      | 2:21:53,1 | 10.     |
| Kari Ristanen                                           | Bieg na 50 km      | 2:23:10,6 | 15.     |
| Kari Ristanen Juha Mieto Harri Kirvesniemi Aki Karvonen | Sztafeta 4 × 10 km | 1:56:31,4 | brąz    |

Kobiety
| Zawodnik                                                              | Konkurencja       | czas      | Pozycja |
| --------------------------------------------------------------------- | ----------------- | --------- | ------- |
| Marja-Liisa Hämäläinen                                                | Bieg na 5 km      | 17:04,0   | złoto   |
| Pirkko Määttä                                                         | Bieg na 5 km      | 17:48,0   | 10.     |
| Eija Hyytiäinen                                                       | Bieg na 5 km      | 18:11,6   | 19.     |
| Marjo Matikainen                                                      | Bieg na 5 km      | 18:21,6   | 22.     |
| Marja-Liisa Hämäläinen                                                | Bieg na 10 km     | 31:44,2   | złoto   |
| Pirkko Määttä                                                         | Bieg na 10 km     | 34:13,4   | 19.     |
| Eija Hyytiäinen                                                       | Bieg na 10 km     | 34:33,8   | 25.     |
| Erja Kuivalainen                                                      | Bieg na 10 km     | 35:35,2   | 37.     |
| Marja-Liisa Hämäläinen                                                | Bieg na 20 km     | 1:01:45,0 | złoto   |
| Pirkko Määttä                                                         | Bieg na 20 km     | 1:04:37,6 | 9.      |
| Eija Hyytiäinen                                                       | Bieg na 20 km     | 1:05:38,8 | 17.     |
| Erja Kuivalainen                                                      | Bieg na 20 km     | 1:07:26,4 | 29.     |
| Pirkko Määttä Eija Hyytiäinen Marjo Matikainen Marja-Liisa Hämäläinen | Sztafeta 4 × 5 km | 1:07:36,7 | brąz    |

### Hokej na lodzie
Reprezentacja mężczyzn
| - Anssi Melametsä - Arto Javanainen - Arto Ruotanen - Arto Sirviö - Erkki Laine - Hannu Oksanen - Harri Tuohimaa - Jarmo Mäkitalo - Jorma Valtonen - Kari Takko |  | - Markus Lehto - Petteri Lehto - Pete Skriko - Pertti Lehtonen - Raimo Helminen - Raimo Summanen - Risto Jalo - Simo Saarinen - Timo Jutila - Ville Sirén |

Reprezentacja Finlandii brała udział w rozgrywkach grupy B turnieju olimpijskiego, w której zajęła 3. miejsce. W meczu o 5. miejsce uległa reprezentacji Niemiec 4:7. Reprezentacja Finlandii została sklasyfikowana na 6. miejsce.

### Grupa B
| Drużyna           | M | Mecze | Mecze | Mecze | Bramki | Bramki | Bramki | Pkt |
| Drużyna           | M | W     | R     | P     | +      | -      | +/-    | Pkt |
| ----------------- | - | ----- | ----- | ----- | ------ | ------ | ------ | --- |
| Czechosłowacja    | 5 | 5     | 0     | 0     | 38     | 7      | +31    | 10  |
| Kanada            | 5 | 4     | 0     | 1     | 24     | 10     | +14    | 8   |
| Finlandia         | 5 | 2     | 1     | 2     | 27     | 19     | +8     | 5   |
| Stany Zjednoczone | 5 | 1     | 2     | 2     | 16     | 17     | -1     | 4   |
| Austria           | 5 | 1     | 0     | 4     | 13     | 37     | -24    | 2   |
| Norwegia          | 5 | 0     | 1     | 4     | 15     | 43     | -28    | 0   |

Wyniki
| 7 lutego 1984 | Austria | 3:4 | Finlandia |  |

|  |  |  |  |  |

| 9 lutego 1984 | Finlandia | 16:2 | Norwegia |  |

|  |  |  |  |  |

| 11 lutego 1984 | Kanada | 4:2 | Finlandia |  |

|  |  |  |  |  |

| 13 lutego 1984 | Finlandia | 2:7 | Czechosłowacja |  |

|  |  |  |  |  |

| 15 lutego 1984 | Finlandia | 3:3 | Stany Zjednoczone |  |

|  |  |  |  |  |

#### Mecz o 5.miejsce
| 17 lutego 1984 | RFN | 7:4 | Finlandia |  |

|  |  |  |  |  |

### Kombinacja norweska
Mężczyźni
| Zawodnik          | Konkurencja   | Bieg narciarski | Bieg narciarski | Bieg narciarski | Skoki narciarskie | Skoki narciarskie | Skoki narciarskie | Skoki narciarskie | Skoki narciarskie | Skoki narciarskie | Skoki narciarskie | Skoki narciarskie | Łącznie | Pozycja |
| Zawodnik          | Konkurencja   | Czas biegu      | Pozycja         | Punkty          | Skok 1            | Nota              | Skok 2            | Nota              | Skok 3            | Nota              | Punkty            | Pozycja           | Łącznie | Pozycja |
| ----------------- | ------------- | --------------- | --------------- | --------------- | ----------------- | ----------------- | ----------------- | ----------------- | ----------------- | ----------------- | ----------------- | ----------------- | ------- | ------- |
| Jouko Karjalainen | Indywidualnie | 46:32,0         | 1.              | 220,000         | 77,0              | 89,6              | 83,0              | 100,6             | 83,0              | 96,3              | 196,9             | 15.               | 416,900 | srebro  |
| Jukka Ylipulli    | Indywidualnie | 48:28,5         | 5.              | 202,525         | 80,0              | 97,9              | 84,0              | 103,7             | 86,0              | 104,6             | 208,3             | 5.                | 410,825 | brąz    |
| Rauno Miettinen   | Indywidualnie | 49:02,2         | 9.              | 197,470         | 79,5              | 97,6              | 86,0              | 107,9             | 81,0              | 93,6              | 205,5             | 6.                | 402,970 | 4.      |

### Łyżwiarstwo szybkie
Mężczyźni
| Zawodnik         | Konkurencja   | Konkurencja   | Konkurencja    | Konkurencja    | Konkurencja    | Konkurencja    | Konkurencja    | Konkurencja    | Konkurencja      | Konkurencja      |
| Zawodnik         | Bieg na 500 m | Bieg na 500 m | Bieg na 1000 m | Bieg na 1000 m | Bieg na 1500 m | Bieg na 1500 m | Bieg na 5000 m | Bieg na 5000 m | Bieg na 10 000 m | Bieg na 10 000 m |
| Zawodnik         | Czas          | Miejsce       | Czas           | Miejsce        | Czas           | Miejsce        | Czas           | Miejsce        | Czas             | Miejsce          |
| ---------------- | ------------- | ------------- | -------------- | -------------- | -------------- | -------------- | -------------- | -------------- | ---------------- | ---------------- |
| Jouko Vesterlund | 39,15         | 17.           | 1:18,12        | 12.            |                |                |                |                |                  |                  |
| Urpo Pikkupeura  | 39,88         | 27.           | 1:19,13        | 23.            |                |                |                |                |                  |                  |
| Pertti Niittylä  |               |               |                |                | 2:00,01        | 9.             | 7:17,97        | 6.             | 15:15,18         | 18.              |

### Skoki narciarskie
Mężczyźni
| Konkurencja            | Skoczek         | Skok 1    | Skok 1 | Skok 2    | Skok 2 | Nota  | Pozycja |
| Konkurencja            | Skoczek         | odległość | Nota   | odległość | Nota   | Nota  | Pozycja |
| ---------------------- | --------------- | --------- | ------ | --------- | ------ | ----- | ------- |
| Skocznia normalna K-90 | Matti Nykänen   | 91,0      | 114,1  | 84,0      | 99,9   | 214,0 | srebro  |
| Skocznia normalna K-90 | Jari Puikkonen  | 81,5      | 95,4   | 91,5      | 117,4  | 212,8 | brąz    |
| Skocznia normalna K-90 | Pentti Kokkonen | 84,0      | 101,4  | 84,0      | 99,9   | 201,3 | 12.     |
| Skocznia normalna K-90 | Markku Pusenius | 79,5      | 89,2   | 85,0      | 99,0   | 188,2 | 20.     |
| Skocznia duża K-120    | Matti Nykänen   | 116,0     | 119,1  | 111,0     | 112,1  | 231,2 | złoto   |
| Skocznia duża K-120    | Jari Puikkonen  | 103,5     | 100,1  | 102,0     | 96,5   | 196,6 | 5.      |
| Skocznia duża K-120    | Pentti Kokkonen | 98,5      | 90,1   | 99,0      | 92,3   | 182,4 | 14.     |
| Skocznia duża K-120    | Markku Pusenius | 100,5     | 93,4   | 97,0      | 87,5   | 180,9 | 16.     |